# エイブラハム・J・ツワルスキー

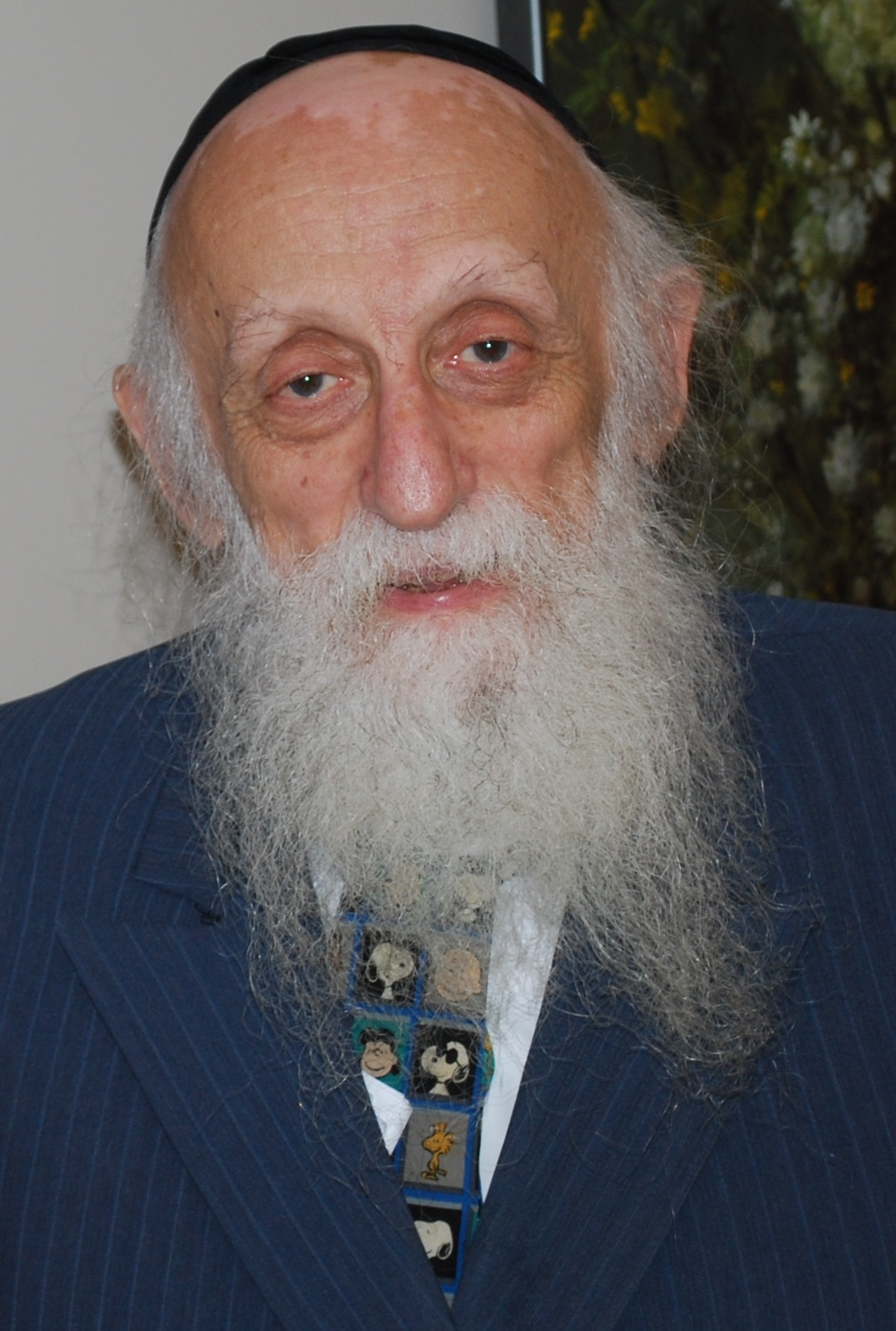
エイブラハム・J・ツワルスキー

エイブラハム・J・ツワルスキーあるいはエイブラハム・J・トワースキ（Rabbi Dr. Ab(v)raham J. Twerski, 1930年10月6日 - 2021年1月31日）は、ハシディズムのチェルノビル派（Chernobyl）のラビにして精神科医。
薬物乱用（substance abuse）とその心理に関する専門家。

## 経歴
ウィスコンシン州のミルウォーキーに生まれる。1951年にラビの資格を取得。
ピッツバーグにゲートウェイ・リハビリテーション・センターを創設。
セルフヘルプ（self-help; 自立生活運動）やユダヤ教に関する本を書いている。特にチャールズ・M・シュルツとともにスヌーピーの漫画を使った心理分析関係の本を書く。

## 著書
- 『いいことから始めよう』 （1995年、新潮社）
- 『いいことは、いつくるかな』 （1996年、講談社）
- 『まにあうよ、いまからでも　生きることが楽になる⑫のステップ』 （1996年、講談社）
- "LIFE'S TOO SHORT! Pull the Plug on Self-Defeating Behavior and Turn on the Power of Self-Esteem", 1995
  - 『23のマンガによる心理カウンセリング』 （1998年・2002年、講談社）
- 『スヌーピーたちの性格心理分析』 （1998年、日本国内向書き下ろし、講談社）
- 『いつだって、誰かがいてくれる　スヌーピーたちは無理しないで生きている』 （1998年、講談社）
- 『スヌーピーたちのいい人間関係学』 （2000年・2003年、講談社）